# März 2001
Portal Geschichte | Portal Biografien | Aktuelle Ereignisse | Jahreskalender | Tagesartikel

◄ |
20. Jahrhundert |
21. Jahrhundert

◄ |
1970er |
1980er |
1990er |
2000er
| 2010er | 2020er | 2030er | ►

◄ |
1997 |
1998 |
1999 |
2000 |
2001
| 2002 | 2003 | 2004 | 2005 | ►

◄ |
Dezember 2000 |
Januar 2001 |
Februar 2001 |
März 2001 |
April 2001 |
Mai 2001 |
Juni 2001 |
►
Dieser Artikel behandelt tagesbezogene Nachrichten und Ereignisse im März 2001.

## Tagesgeschehen

### Donnerstag, 1. März 2001
- Neu-Delhi/Indien: Nach Angaben indischer Behörden liegt die Einwohnerzahl des Landes an diesem Tag bei 1.020.000.000 und damit zum ersten Mal über der Marke von einer Milliarde Menschen, so dass es mit China und Indien nun zwei Staaten mit mehr als einer Milliarde Einwohnern gibt.[1]

### Freitag, 2. März 2001
- Bamiyan/Afghanistan: Die Taliban beginnen im Bamiyan-Tal mit der Zerstörung der weltweit größten freistehenden Buddha-Statuen.[2]

### Samstag, 3. März 2001
- Unadilla/Vereinigte Staaten: Beim Absturz eines Flugzeugs vom Typ Shorts C-23B Sherpa im Bundesstaat Georgia verlieren 18 Mitglieder der Nationalgarde und die drei Mitglieder der Crew ihr Leben. Der Kapitän ging bei starken Luft-Turbulenzen auf die Toilette und brachte das Flugzeug damit in eine manövrierunfähige Lage.[3]

### Sonntag, 4. März 2001
- Bern/Schweiz: Bei einer Volksabstimmung votieren 76,8 % der Wahlbeteiligten gegen die Volksinitiative „Ja zu Europa“ und damit gegen die Aufnahme von Verhandlungen über einen Beitritt der Schweiz zur Europäischen Union. Die Wahlbeteiligung liegt bei 55,8 %. Zwei weitere Initiativen zu tieferen Preisen für Arzneimittel und für mehr Tempo-30-Zonen werden gleichsam abgelehnt.[4]

### Mittwoch, 7. März 2001
- Algerien, Deutschland: Abschluss eines Seeschifffahrtsabkommens.
- Dschibuti-Stadt/Dschibuti: Dileita Mohamed Dileita wird Premierminister.
- Washington, D.C./Vereinigte Staaten: Der Verband der Musik-Industrie in Amerika und die Nationale Stiftung für die Künste stellen fest, dass der Song Over the Rainbow der Interpretin Judy Garland der beste Song des 20. Jahrhunderts war, auf dem zweiten Platz liegt White Christmas von Bing Crosby. Die Umfrage unter Lehrern und Wissenschaftlern sollte Songs identifizieren, die für das Verständnis der US-Geschichte und -Kultur bedeutsam waren und sind.[5]

### Samstag, 10. März 2001
- Hamburg/Deutschland: Die Free Software Foundation Europe gründet sich.

### Sonntag, 11. März 2001

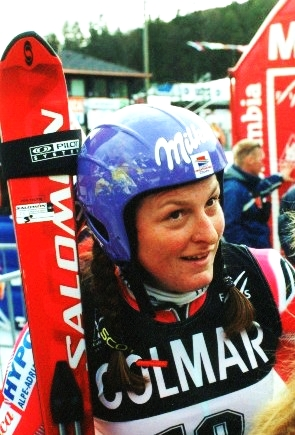
Janica Kostelić

- Åre/Schweden: In der Gesamtwertung der Herren-Wettbewerbe des Alpinen Skiweltcups 2000/01 belegt Vorjahressieger Hermann Maier aus Österreich nach dem letzten Rennen Platz 1. Bei den Damen gewinnt mit Janica Kostelić zum ersten Mal eine Kroatin den Gesamt-Weltcup.[6][7]

### Montag, 12. März 2001
- Paris/Frankreich: Die UNESCO bestätigt, dass die Taliban zwei der größten aus dem 5. Jahrhundert stammenden Buddha-Statuen in Bamiyan, Afghanistan, zerstört haben.

### Mittwoch, 14. März 2001
- Ankara/Türkei: Wirtschaftsminister Kemal Derviş verkündet bei der Vorstellung eines Notprogramms für die heimische Wirtschaft, dass die Inflationsrate „im März und April sehr hoch sein“ werde. Er rechne mit 10 %. Die internationalen Finanzmärkte reduzierten wegen des einbrechenden Außenwerts der Währung Türkische Lira ihre Investitionen in der Türkei in den letzten Tagen drastisch.[8]

### Donnerstag, 15. März 2001
- Berlin/Deutschland: Die Rock-Band Bon Jovi wird bei der 10. Verleihung des Musikpreises Echo in der Kategorie „Gruppe des Jahres international“ ausgezeichnet. Den ersten Platz in der neuen Kategorie „Website des Jahres“ belegt die Band Guano Apes.[9]
- Istanbul/Türkei: Drei Tschetschenen entführen ein Flugzeug vom Typ Tupolew Tu-154 der Vnukovo Airlines mit 174 Insassen auf dem Flug von Istanbul in die russische Hauptstadt Moskau und erzwingen die Umleitung des Flugs nach Medina in Saudi-Arabien.[10]

### Freitag, 16. März 2001

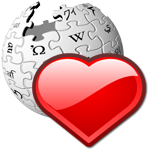
Wikiliebe

- Berlin/Deutschland: Die deutschsprachige Wikipedia wird gegründet. Angemeldete Benutzer und so genannte „IP“s (nicht angemeldete Benutzer) können ihr Wissen über die Welt und den Weltraum in Artikeln darlegen, aber auch auf Diskussionsseiten mit Worten um eine Verbesserung der eingestellten Artikel ringen.[11]
- Den Haag/Niederlande: Der Internationale Gerichtshof beendet die Auseinandersetzung zwischen Bahrain und Katar um den Hoheitsanspruch auf die Hawar-Inseln zu Gunsten Bahrains.
- Medina/Saudi-Arabien: Eine Spezialeinheit stürmt ein von drei Tschetschenen gestern entführtes und nach Saudi-Arabien umgeleitetes Flugzeug vom Typ Tupolew Tu-154 der russischen Vnukovo Airlines mit ursprünglich 174 Insassen, von denen sich rund 60 nicht mehr im Flugzeug befinden, weil sie freigelassen wurden oder flüchteten. Bei der Rettung der übrigen Insassen sterben eine Stewardess, eine Passagierin und einer der Terroristen.[12]

### Samstag, 17. März 2001

Logo der Ver.di

- Berlin/Deutschland: Die Angestellten-Gewerkschaft, die Gewerkschaft Handel, Banken und Versicherungen, die Industriegewerkschaft Medien sowie die Postgewerkschaft stimmen für ihr Zusammengehen mit der Gewerkschaft Öffentliche Dienste, Transport und Verkehr. Die entstehende neue Organisation wird den Namen Vereinte Dienstleistungsgewerkschaft (Ver.di) tragen.[13]

### Freitag, 23. März 2001
- Ionosphäre: Die russische Raumstation Mir verglüht beim Eintritt in die Erdatmosphäre. Es ist das planmäßige Ende ihrer 15-jährigen Präsenz im Orbit der Erde.[14]

### Sonntag, 25. März 2001
- Los Angeles/Vereinigte Staaten: Bei der 73. Verleihung des Oscars durch die Academy of Motion Picture Arts and Sciences wird der Film Gladiator des britischen Regisseurs Ridley Scott als bester Film des Jahres 2000 prämiert. In der Kategorie Bester Kurzfilm gewinnt das Werk Quiero ser des deutschen Regisseurs Florian Gallenberger.[15]
- Mainz/Deutschland: Bei der Landtagswahl in Rheinland-Pfalz bestätigen die Wähler die Sozialliberale Koalition. Auf die SPD, die 1996 nur knapp vor der CDU lag, entfielen diesmal 9,5 % mehr Stimmen als auf die CDU.[16]
- Nordeuropa: Dänemark, Finnland, Island, Norwegen und Schweden wenden ab heute vollständig die Vorschriften des Schengener Abkommens an, das Vereinbarungen und Ausführungsbeschlüsse einzelner Mitgliedstaaten über die Beseitigung der Kontrollen an den Grenzen zwischen den Mitgliedstaaten enthält.[17]
- Stuttgart/Deutschland: Die Landtagswahl in Baden-Württemberg beschert CDU wie SPD Stimmengewinne. Die CDU wird stärkste Kraft mit 44,8 % vor der SPD mit 33,3 %. Die Partei Die Republikaner verliert die Hälfte ihres Stimmenanteils und wird dem neuen Landtag nicht mehr angehören.[18]
- Wien/Österreich: Die Bürger verhelfen der SPÖ bei der Landtags- und Gemeinderatswahl in der Hauptstadtregion nach fünfjähriger Unterbrechung wieder zur absoluten Mehrheit der Mandate. Die FPÖ landet zum dritten Mal in Folge vor der ÖVP. Zudem bleiben die Grünen im Rat, während das Liberale Forum ihn verlassen muss.[19]

### Montag, 26. März 2001
- Brüssel/Belgien: Per Verordnung führt die Europäische Kommission die Definition der fünf Industriellen Hauptgruppen ein. Die Hauptgruppen heißen Vorleistungs-, Investitions-, Verbrauchs- und Gebrauchsgüterindustrie sowie Energieerzeugung. Die bisherigen nationalen Unterscheidungen entfallen.[20]
- Machakos District/Kenia: Nach Brandstiftung in einem Internat werden die dort schlafenden Schüler vom Feuer überrascht, sodass viele nicht mehr fliehen können. Die Internatsleitung beklagt 68 vermisste Jungen, doch es werden nur 58 verbrannte menschliche Körper geborgen.[21]

### Dienstag, 27. März 2001
- Vientiane/Laos: Boungnang Vorachith wird Ministerpräsident.

### Donnerstag, 29. März 2001
- Ostsee: Das Tankschiff Baltic Carrier kollidiert in der Kadetrinne nordöstlich der Mecklenburger Bucht mit dem zyprischen Zuckerfrachter Tern. Aus dem Tankschiff treten 2.700 t Schweröl aus, die als Ölteppich Richtung Dänemark und Deutschland treiben.[22]

### Freitag, 30. März 2001
- Karlsruhe/Deutschland: Die Verfassungsorgane Deutscher Bundestag und Bundesrat stellen jeweils beim Bundesverfassungsgericht einen Antrag auf Verbot der Nationaldemokratischen Partei Deutschlands (NPD). Zur Feststellung der Verfassungswidrigkeit wegen rechtsextremer Betätigung stellte die Bundesregierung bereits vor zwei Monaten ihren eigenen Antrag auf ein Verbot der NPD.[23]

### Samstag, 31. März 2001
- Gaborone/Botswana: Die Todesstrafe wird zum ersten Mal in der Geschichte des Staats an einer europiden Frau vollzogen, als die Südafrikanerin Mariette Bosch durch den Strang hingerichtet wird.[24]
- Yaren/Nauru: Staatspräsident Bernard Dowiyogo wird durch ein Misstrauensvotum seines Amts enthoben.

## Weblinks

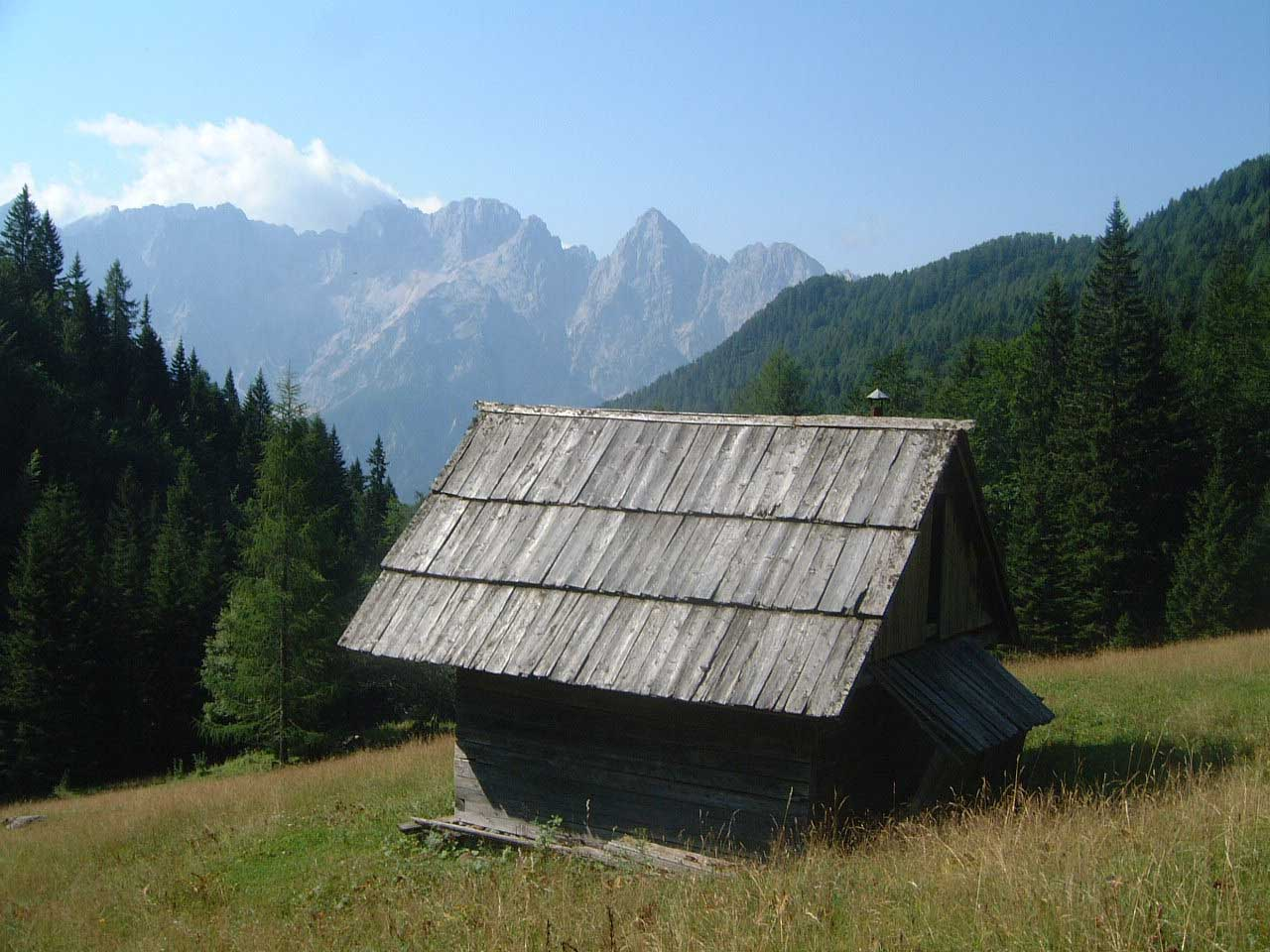
Slowenien im März 2001